# 鄭棕
鄭棕（越南语：／，1763年10月10日—1786年7月23日），《欽定越史通鑑綱目》作鄭楷（越南语：／），是越南後黎朝後期重要政治軍事人物，也是鄭氏政權的第十一代領袖（1782年－1786年，若計算被廢的俊德侯鄭檜則是第十二代領袖），封號端南王（越南语：／）。

## 生平

### 廢長立幼
鄭棕是鄭森的長子，其母是恭嬪楊氏玉歡，景興二十四年九月初四日（1763年10月10日）出生。
鄭棕的母親楊氏玉歡並不得寵，而且鄭棕喜武不好文，因此鄭森非常討厭他。而其同父異母弟鄭檊由於聰明伶俐而受到寵愛，朝中的黨羽多附鄭檊之母鄧氏惠，鄭棕受到了孤立。
鄭棕害怕鄭檊日後奪權，在1780年趁鄭森得病之機陰謀發動政變。但卻被鄭森得知，將其廢為季子幽禁，立鄭檊為世子。又將鄭棕的名字改為鄭楷。
景興四十三年（1782年）九月，鄭森去世，權臣黃廷寶立其弟鄭檊為嗣，是為奠都王。但同年11月三府軍與鄭棕合謀，發動叛亂殺死黃廷寶，將鄭棕擁上主位，改名鄭棕，黎帝敕封為端南王。鄭棕嗣位後立即將黎維禕的子女釋放，並讓黎顯宗立黎維禕的長子黎維祁（即後來的黎愍帝）為皇嗣孫，這得到了人們的稱讚。

### 主業墮亡
鄭棕嗣位之前，三府軍甚為驕橫，擁有很大的勢力。在鄭棕奪取政權之後，三府軍勢力更大，當時號稱「權歸軍士，逼勒官府，動以破家毆殺嚇之，至移易將相皆出其口」。1784年發動叛亂，搗毀了參從阮侃和楊匡的家，甚至在主府的門前殺害朝廷要員。阮侃出奔山西，欲迎鄭棕出京避難，然後召各鎮諸侯討伐三府軍。但鄭棕被三府軍圍困於主府，無法外出；且各鎮諸侯恐鄭棕被害，因此不得不撤軍。後來在裴輝璧的安撫下方才平定了叛亂。
景興四十七年（1786年），西山朝的阮文惠打著「扶黎滅鄭」的旗號，率武文任、阮有整進攻北河的鄭主。鄭棕先是派泰亭侯鄭自權率兵抵抗，然而麾下丁鍚壤、范吳俅、黃廷體等部接連大敗，阮文惠趁勢攻入其都昇龍近畿。鄭棕問計於參從陳功爍，功爍對曰「京師天下根本，不可遠離。倘有緩急，亦當背城一戰」，於是鄭棕召老將黃馮基入衛，然而黄冯基也在万春湖被西山軍擊破。為了守衛主業，鄭棕只得親自戎服臨陣，指麾諸军在西龙津與阮兵大戰。然而，西山軍火器極強，纵火喷筒，冲阵而入，郑师於是大溃，鄭棕只好率象兵百餘人出宣武門，逃亡山西。
鄭棕逃亡的時候侍衛盡散，因而他聽從侍臣阮曖的建議投靠李陳瑻，李陳瑻委託安朗農民阮莊、阮巴沿途保護鄭棕，結果阮莊、阮巴出賣鄭棕，把他押送給西山軍。鄭棕認為這是一種恥辱，於是在景興四十七年六月二十八日（1786年7月23日）在途中自殺身亡，李陳瑻隨之殉死。其屍體被送往昇龍，阮文惠撫屍痛哭，稱「可惜好男子，当初若早早迎降，当不失富贵。何苦自戕」，將其以王禮葬於端南王墓，並以不忠把阮莊押至鄭棕墓前斬之。
晏都王鄭槰上鄭棕尊號靈王（越南语：／）。

## 評價
《欽定越史通鑑綱目》：「前人遺孽已甚，使楷受累耳。而楷亦慷慨，不負矣。」

## 家族
- 父：聖祖盛王鄭森
- 母：太妃楊氏玉歡

- 兄弟姐妹：
  - 弟：奠都王鄭檊

- 妻：妃阮氏春[1]

- 子女：
  - 世子鄭橒[1]

## 腳註
1. ↑  〈鄭氏世家〉原文作「丙午年六月二十六日，西山犯闕，王西奔被巡莊𠀧(火店)謀反，是月二十八日王自便。」，而景興丙午干支則為四十七年。
2. ↑  一作英烈靈王[5]。